# Äthiopien-Grasratte
Die Äthiopien-Grasratte (Arvicanthis abyssinicus) ist ein im östlichen Afrika verbreitetes Nagetier in der Gattung der Kusuratten. Die Art teilt ihr Revier mit der Blick-Grasratte (Arvicanthis blicki). Vermutlich bilden beide zusammen mit der Nilratte eine Entwicklungslinie.

## Merkmale
Wie andere Gattungsvertreter ist die Art mit einer Kopf-Rumpf-Länge von 125 bis 150 mm, einer Schwanzlänge von 98 bis 109 mm und einem Gewicht von 72 bis 125 g eine mittelgroße Altweltmaus. Die Hinterfüße sind 28 bis 32 mm lang und die Länge der Ohren beträgt 13 bis 17 mm. Typisch ist ein borstiges Fell mit einem dunklen Aalstrich auf dem Rücken und einer dunkelbraunen bis schwarzen Oberseite, die mit cremefarbenen Haaren gesprenkelt ist. Die Körperseiten sind heller und die Unterseite ist von graubraunem Fell bedeckt. Die Äthiopien-Grasratte hat abgerundete Ohren mit brauner bis rötlicher Färbung. Auf dem Schwanz befinden sich wenige Borsten und die Unterseite ist heller. Kennzeichnend für die Vorderpfoten ist ein fehlender Daumen und ein sehr kleiner fünfter Finger. Am Fuß kommen fünf Zehen vor und alle Pfoten haben oberseits rotbraune Haare sowie unterseits nackte Sohlen. Der diploide Chromosomensatz enthält 62 Chromosomen (2n=62).

## Verbreitung und Lebensweise
Das Verbreitungsgebiet liegt im Hochland von Äthiopien und in Eritrea. Diese Kusuratte hält sich auf 1600 bis 3800 Meter Höhe auf. Als Habitat dienen Grasflächen und Anbaugebiete.
Die tagaktiven Tiere bewegen sich auf dem Grund. Sie ernähren sich vorwiegend von Pflanzenteilen und bilden Gruppen, die einen unterirdischen Bau teilen. Männchen bewegen sich in der Regenzeit in einem etwa 2700 m² großen Territorium und in der Trockenzeit in 1400 m² großen Gebieten. Die entsprechenden Werte der Weibchen liegen bei 950 bzw. 600 m². Die Äthiopien-Grasratte pflanzt sich zwischen Oktober und November zum Beginn der Trockenzeit fort. Pro Wurf werden 3 bis 9 Junge (meist 5 oder 6) geboren, die etwa 4 g wiegen.

## Gefährdung
Aufgrund fehlender Bedrohungen und einer stabilen Gesamtpopulation wird die Art von der IUCN als nicht gefährdet (least concern) gelistet.